# Gangelt
Gangelt là một đô thị ở huyện Heinsberg, trong Nordrhein-Westfalen, Đức. It tọa lạc ở biên giới với the Hà Lan, khoảng 10 km về phía đông Sittard và 10 km về phía tây nam của Heinsberg.

## Các đô thị giáp ranh
|          | Waldfeucht  | Heinsberg     |
| Selfkant |             | Geilenkirchen |
| Sittard  | Onderbanken |               |

## Local subdivisions
- Gangelt với 2.521 dân
- Birgden với 2.977 dân
- Breberen với 828 dân
- Broichhoven với 168 dân
- Brüxgen với 513 dân
- Buscherheide với 132 dân
- Harzelt với 201 dân
- Hastenrath với 536 dân
- Hohenbusch với 45 dân
- Kievelberg với 32 dân
- Kreuzrath với 504 dân
- Langbroich với 807 dân
- Mindergangelt với 244 dân
- Nachbarheid với 120 dân
- Niederbusch với 601 dân
- Schierwaldenrath với 596 dân
- Schümm với 93 dân
- Stahe với 1.029 dân
- Vinteln với 42 dân

(21.02.2007)

## Thành phố kết nghĩa
- Sohland an der Spree, Đức, từ năm 1991
- Kruibeke, Bỉ, từ năm 1998
- Onderbanken, Hà Lan, từ năm 1975